# ロスマーレン
ロスマーレン（Rosmalen)は、オランダ南部北ブラバント州にある街。スヘルトーヘンボス基礎自治体に属する。
近隣のHintham、Kruisstraat、Maliskampを含む独立した基礎自治体であったが、1996年1月1日、スヘルトーヘンボス基礎自治体に統合された。
カーニバル期間中は、架空の国Zandhazendurpと呼ばれる。

## 歴史
ロスマーレンの名は815年、修道僧の書簡の中にRosmallaまたはRosmellaとして確認でき、1185年に都市特権を得たスヘルトーヘンボスよりも歴史が古い。
名前の由来は、
- ゴート語のraus（ヨシ）+ malho（低地）から、「ヨシの生える低地」、または
- オランダ語の古語ros（馬）から、「馬の市場」

であると推測されている。

## スポーツ
- 国内アマチュア・サッカーリーグの強豪チームOJC Rosmalenの本拠地。
- 国内最大のバスケットボール・チームであるThe Black Eaglesの本拠地。
- 1990年より、Ordina openテニストーナメント（ATPツアー、WTAツアー）が行われている。

## イベント
クラシック・カーのコレクションを展示するAutotronが開催されている。